# 西ノ島
西ノ島（にしのしま）は、日本の島根県・隠岐諸島に属する島の一つ。隠岐郡西ノ島町の主島であると同時に、隠岐支庁の分庁舎である島前集合庁舎が本島の浦郷地区（旧知夫郡浦郷町）に在り、隠岐諸島西部の島前地域における中心地となっている。

## 地勢
- 面積　55.97km2
- 周囲　約117km
- 人口　約3,400人

島は西側の浦郷地区と東側の黒木地区及び美田地区に大きく分かれており、1915年（大正4年）に完成した船引運河と2005年（平成17年）に完成した西ノ島大橋が東西の接点になっている。西ノ島大橋の完成以前は、島内を対象とした海上輸送も盛んに行われていた。

## 沿革
- 1904年（明治37年）4月1日 島嶼町村制の施行により知夫郡を再置、西側に浦郷村・東側に黒木村がそれぞれ成立
- 1915年（大正4年）5月 浦郷村と黒木村の境界に船引運河が開通
- 1946年（昭和21年）11月3日 浦郷村が町制施行し浦郷町となる
- 1957年（昭和32年）2月11日 浦郷町と黒木村が合併し西ノ島町となる
- 1969年（昭和44年）4月1日 知夫郡が海士郡・周吉郡・穏地郡と共に廃止され隠岐郡の所属となる
- 2005年（平成17年）4月23日 西ノ島大橋が開通

## 交通
- 隠岐汽船

西ノ島周辺の空中写真。。2015年撮影の30枚を合成作成。

  - 七類港 - 別府港 （フェリーで2時間30分から3時間）

松江市・七類港から直行便ないし中ノ島（海士町）の菱浦港や知夫里島（知夫村）来居港、或いは島後（隠岐の島町）の西郷港を経由する便が出ている。また、島前地域の島間移動には菱浦港や来居港と隠岐観光の島前内航船（フェリー・高速船）が利用可能。かつては別府港発着で他の2島を経由して美田地区の波止港や浦郷地区の浦郷港とを結ぶ航路も開設されていたが、西ノ島大橋の開通後は利用者が減少したことから2010年（平成22年）3月末を以て廃止された。
島内の移動手段は西ノ島町営バスが利用可能。なお、信号機は島内の小学校近くに1箇所しかない。これは交通の流れを制御するためのものではなく、子供たちが島を離れて松江市など都市部へ出た時に信号の意味や渡り方がわからないと困るから、という理由で設置されたものである。

## 主な施設・観光名所
- 国賀海岸
- 焼火山 / 焼火神社
- 外浜海水浴場
- 黒木御所・碧風館
- 由良比女神社
- 西ノ島ふるさと館